# Saison 2013-2014 de l'AJ Auxerre
Maillots
Dernière mise à jour : 08 février 2015.
Chronologie
Saison précédente Saison suivante
L'AJ Auxerre joue lors de la saison 2013-2014, sa deuxième saison en deuxième division. Guy Cotret dispute sa première saison en tant que président, Bernard Casoni commence la saison en tant qu'entraîneur mais est limogé le 17 mars 2014 et est remplacé par Jean-Luc Vannuchi. Cette saison voit le club s'engager dans trois compétitions que sont la Ligue 2, la Coupe de France et la Coupe de la Ligue.

L'équipe des moins de 19 ans remporte la Coupe Gambardella constituant le 7e succès auxerrois dans cette compétition.

## Avant-saison
L'AJA reprend l'entraînement le 24 juin, suivi d'un stage à Vittel (Vosges) du 13 au 22 juillet. Deux attaquants sont mis à l'essai durant cette période Jean-Bryan Boukaka formé au Stade Rennais et en fin de contrat avec le FC Tours, et Seydou Koné (ancien joueur du  Nîmes Olympique). Par la suite, Fabien Tchenkoua (ancien joueur du CS Sedan-Ardennes) est mis à l'essai également. Ces 3 joueurs ne seront pas conservés par le club ajaïste.
Le 29 juillet, 2 nouveaux joueurs sont également mis à l'essai, il s'agit de Harry Novillo en provenance de l'Olympique Lyonnais et de Arnaud Souquet, ancien joueur du LOSC Lille. Ces deux joueurs sont également non conservés par le club.

### Matchs amicaux
| Date       | Adversaire                            | Lieu              | Résultat | Buteurs pour l'AJA           |
| ---------- | ------------------------------------- | ----------------- | -------- | ---------------------------- |
| 13 juillet | FC Sochaux Ligue 1                    | Vittel            | 0 - 0    |                              |
| 17 juillet | Dijon FCO Ligue 2                     | Selongey          | 0 - 1    |                              |
| 20 juillet | FC Metz Ligue 2                       | Luxeuil-les-Bains | 0 - 4    |                              |
| 26 juillet | La Berrichonne de Châteauroux Ligue 2 | Malesherbes       | 2 - 3    | Souleymane Sawadogo 47e, 66e |

### Transferts
Dès l'ouverture du mercato d'été 2013, l'AJ Auxerre recrute 6 nouveaux joueurs: Jamel Aït Ben Idir, ancien milieu défensif de Sedan, Yann Boé-Kane, ancien défenseur de Vannes, Julien Viale, ancien attaquant de Laval et enfin Nicolas Staerck en provenance de Nancy. Parmi ces nouveaux joueurs, se trouvent 2 latéraux: Karim Djellabi, latéral gauche en provenance de Nantes, et Éric Marester, latéral droit en provenance de Monaco. Mais l'AJA doit aussi faire face à de nombreux départs, comme ceux de Steeven Langil, Yaya Sanogo ou de Cédric Hengbart, le capitaine auxerrois.
Le 30 juillet 2013, l'AJ Auxerre annonce le retour de Frédéric Sammaritano.
Un autre joueur fait également son retour à l'AJ Auxerre, il s'agit de Lynel Kitambala qui fait son retour au club à la suite d'un prêt de la part de l'AS Saint-Étienne.
Lors de la fin du mercato, l'AJ Auxerre reçoit un nouveau renfort en la personne d'Axel Ngando qui arrive en provenance du Stade rennais FC sous forme de prêt.
À la suite de la blessure d'Olivier Sorin contre le SM Caen, l'AJ Auxerre décide de recruter un nouveau gardien. Après l'essai infructueux de Georgi Makaridze, le 18 décembre 2013, l'AJ Auxerre annonce le recrutement de Geoffrey Lembet, libre de tout contrat à la suite de la relégation administrative du CS Sedan Ardennes.
| Été                  |             |                        |                               |                    |
| Nom                  | Nationalité | Transfert              | Provenance/Destination        | Division           |
| Arrivées             |             |                        |                               |                    |
|                      |             |                        |                               |                    |
| Fins de Contrat      |             |                        |                               |                    |
| Karim Djellabi       | France      | Fin de contrat         | FC Nantes                     | Ligue 2            |
| Éric Marester        | France      | Fin de contrat         | AS Monaco                     | Ligue 2            |
| Jamel Aït Ben Idir   | France      | Fin de contrat         | CS Sedan-Ardennes             | Ligue 2            |
| Yann Boé-Kane        | France      | Fin de contrat         | Vannes OC                     | National           |
| Nicolas Staerck      | France      | Fin de contrat         | AS Nancy-Lorraine rés.        | CFA                |
| Julien Viale         | France      | Fin de contrat         | Stade lavallois               | Ligue 2            |
| Frédéric Sammaritano | France      | Fin de contrat         | AC Ajaccio                    | Ligue 1            |
| Prêts                |             |                        |                               |                    |
| Lynel Kitambala      | France      | Prêt                   | AS Saint-Étienne              | Ligue 1            |
| Axel Ngando          | France      | Prêt                   | Stade rennais FC              | Ligue 1            |
|                      |             |                        |                               |                    |
| Départs              |             |                        |                               |                    |
| Cédric Hengbart      | France      | Résiliation de contrat | AC Ajaccio                    | Ligue 1            |
| Georges Mandjeck     | Cameroun    | Rachat de contrat      | Kayseri Erciyesspor           | Süper Lig          |
| Raphaël Calvet       | France      |                        | Brentford FC                  | League One         |
|                      |             |                        |                               |                    |
| Fins de Contrat      |             |                        |                               |                    |
| Willy Maeyens        | France      | Fin de contrat         | CS Sedan-Ardennes             | CFA 2              |
| Vincent Acapandié    | France      | Fin de contrat         | Destination inconnue          |                    |
| Cyriaque Rivieyran   | France      | Fin de contrat         | Gazélec Ajaccio               | National           |
| Christopher Jullien  | France      | Fin de contrat         | SC Fribourg                   | Bundesliga         |
| Amadou Sidibé        | Mali        | Fin de contrat         | Destination inconnue          |                    |
| Olivier Kapo         | France      | Fin de contrat         | APO Levadiakos                | Superleague Elláda |
| Maxime Bourgeois     | France      | Fin de contrat         | La Berrichonne de Châteauroux | Ligue 2            |
| Steeven Langil       | France      | Fin de contrat         | En Avant de Guingamp          | Ligue 1            |
| Yaya Sanogo          | France      | Fin de contrat         | Arsenal Football Club         | Premier League     |
|                      |             |                        |                               |                    |
| Retours de prêt      |             |                        |                               |                    |
| Souahilo Meïté       | France      | Retour de prêt         | LOSC Lille                    | Ligue 1            |
|                      |             |                        |                               |                    |
| Prêts                |             |                        |                               |                    |
|                      |             |                        |                               |                    |

| Hiver             |              |              |                        |          |
| Nom               | Nationalité  | Transfert    | Provenance/Destination | Division |
| Arrivées          |              |              |                        |          |
|                   |              |              |                        |          |
| Joueurs libres    |              |              |                        |          |
| Geoffrey Lembet   | Centrafrique | Joueur libre | Sans club              |          |
| Prêts             |              |              |                        |          |
| Zana Allée        | Irak         | Prêt         | Stade rennais FC       | Ligue 1  |
| Alassane Pléa     | France       | Prêt         | Olympique lyonnais     | Ligue 1  |
| Départs           |              |              |                        |          |
| Paul-Georges Ntep | France       | Vente        | Stade rennais FC       | Ligue 1  |

## Ligue 2

### Calendrier
| Date     | Compétition | Adversaire                    | Lieu | Diffusion               | Horaires | Résultat | Buteurs de l'AJA                                                | Place | Affluence          |
| 03/08/13 | Journée 1   | AS Nancy-Lorraine             | Ext. | BeIN Sport 1            | 14h00    | 0 - 0    |                                                                 | 13e   | 13 290 spectateurs |
| 09/08/13 | Journée 2   | Nîmes Olympique               | Dom. | BeIN Sport 2            | 20h00    | 1 - 1    | Paul-Georges Ntep 77e (pen.)                                    | 12e   | 4 917 spectateurs  |
| 17/08/13 | Journée 3   | RC Lens                       | Ext. | BeIN Sport 1            | 14h00    | 1 - 4    | Jamel Aït Ben Idir 7e                                           | 14e   | 29 429 spectateurs |
| 23/08/13 | Journée 4   | La Berrichonne de Châteauroux | Dom. | BeIN Sport 2            | 20h00    | 2 - 0    | Prince Segbefia 30e, 80e                                        | 12e   | 4 881 spectateurs  |
| 30/08/13 | Journée 5   | FC Istres                     | Ext. | BeIN Sport 2            | 20h00    | 1 - 1    | Paul-Georges Ntep 53e (pen.)                                    | 12e   | 2 319 spectateurs  |
| 16/09/13 | Journée 6   | Stade brestois 29             | Dom. | Eurosport               | 20h30    | 0 - 0    |                                                                 | 12e   | 4 427 spectateurs  |
| 21/09/13 | Journée 7   | Angers SCO                    | Ext. | Eurosport               | 14h00    | 0 - 2    |                                                                 | 16e   | 7 445 spectateurs  |
| 24/09/13 | Journée 8   | CA Bastia                     | Dom. | BeIN Sport 2            | 20h45    | 1 - 0    | Sébastien Haller 19e (pen.)                                     | 13e   | 4 011 spectateurs  |
| 27/09/13 | Journée 9   | Dijon FCO                     | Ext. | BeIN Sport 2            | 20h00    | 0 - 1    |                                                                 | 15e   | 10 426 spectateurs |
| 04/10/13 | Journée 10  | Stade lavallois               | Dom. | BeIN Sport 2            | 20h00    | 2 - 0    | Paul-Georges Ntep 60e Lynel Kitambala 80e                       | 12e   | 4 287 spectateurs  |
| 18/10/13 | Journée 11  | US Créteil                    | Dom. | BeIN Sport 2            | 20h00    | 1 - 1    | Sébastien Haller 39e                                            | 11e   | 4 433 spectateurs  |
| 25/10/13 | Journée 12  | ESTAC Troyes                  | Ext. | BeIN Sport 2            | 20h00    | 0 - 2    |                                                                 | 14e   | 10 359 spectateurs |
| 01/11/13 | Journée 13  | Tours FC                      | Dom. | BeIN Sport 2            | 20h00    | 4 - 0    | Axel Ngando 33e, 76e Paul-Georges Ntep 54e Sébastien Haller 79e | 11e   | 5 334 spectateurs  |
| 08/11/13 | Journée 14  | Clermont Foot 63              | Ext. | BeIN Sport 2            | 20h00    | 1 - 1    | Paul-Georges Ntep 60e                                           | 12e   | 4 588 spectateurs  |
| 25/11/13 | Journée 15  | SM Caen                       | Dom. | Eurosport               | 20h30    | 3 - 2    | Sébastien Haller 32e Axel Ngando 45+1e Frédéric Sammaritano 79e | 10e   | 4 123 spectateurs  |
| 02/12/13 | Journée 16  | FC Metz                       | Ext. | Eurosport               | 20h30    | 0 - 3    |                                                                 | 11e   | 11 444 spectateurs |
| 13/12/13 | Journée 17  | Chamois niortais              | Dom. | BeIN Sport 2            | 20h00    | 2 - 0    | Paul-Georges Ntep 65e Grégoire Lefebvre 74e                     | 10e   | 4 045 spectateurs  |
| 20/12/13 | Journée 18  | Havre AC                      | Ext. | BeIN Sport 2            | 20h00    | 0 - 2    |                                                                 | 11e   | 8 186 spectateurs  |
| 10/01/14 | Journée 19  | AC Arles-Avignon              | Dom. | BeIN Sports 2           | 20h00    | 1 - 1    | Paul-Georges Ntep 19e                                           | 12e   | 4 131 spectateurs  |
| 17/01/14 | Journée 20  | Nîmes Olympique               | Ext. | BeIN Sports 2           | 20h00    | 2 - 2    | Julien Viale 21e Romain Sartre 88e (csc)                        | 12e   | 5 022 spectateurs  |
| 27/01/14 | Journée 21  | RC Lens                       | Dom. | Eurosport               | 20h30    | 1 - 2    | Lynel Kitambala 45+2e                                           | 13e   | 5 695 spectateurs  |
| 31/01/14 | Journée 22  | La Berrichonne de Châteauroux | Ext. | BeIN Sports 2           | 20h00    | 0 - 2    |                                                                 | 13e   | 5 268 spectateurs  |
| 07/02/14 | Journée 23  | FC Istres                     | Dom. | BeIN Sports 2           | 20h00    | 1 - 0    | Yann Boé-Kane 70e                                               | 12e   | 3 925 spectateurs  |
| 15/02/14 | Journée 24  | Stade brestois 29             | Ext. | BeIN Sports 1           | 14h00    | 0 - 1    |                                                                 | 13e   | 5 669 spectateurs  |
| 21/02/14 | Journée 25  | Angers SCO                    | Dom. | BeIN Sports 2           | 20h00    | 1 - 2    | Adama Coulibaly 86e                                             | 15e   | 4 284 spectateurs  |
| 28/02/14 | Journée 26  | CA Bastia                     | Ext. | BeIN Sports 2           | 20h00    | 0 - 0    |                                                                 | 17e   | 983 spectateurs    |
| 07/03/14 | Journée 27  | Dijon FCO                     | Dom. | BeIN Sports 2           | 20h00    | 2 - 2    | Johan Gastien 76e (csc), 81e (csc)                              | 16e   | 6 977 spectateurs  |
| 14/03/14 | Journée 28  | Stade lavallois               | Ext. | BeIN Sports 2           | 20h00    | 0 - 3    |                                                                 | 17e   | 5 731 spectateurs  |
| 21/03/14 | Journée 29  | US Créteil                    | Ext. | BeIN Sports 2           | 20h00    | 2 - 0    | Alassane Pléa 33e Frédéric Sammaritano 41e                      | 14e   | 3 252 spectateurs  |
| 28/03/14 | Journée 30  | ESTAC Troyes                  | Dom. | BeIN Sports 2           | 20h00    | 0 - 0    |                                                                 | 15e   | 7 207 spectateurs  |
| 04/04/14 | Journée 31  | Tours FC                      | Ext. | BeIN Sports 2           | 20h00    | 2 - 2    | Frédéric Sammaritano 42e Prince Segbefia 52e                    | 15e   | 7 677 spectateurs  |
| 11/04/14 | Journée 32  | Clermont Foot 63              | Dom. | BeIN Sports 2           | 20h00    | 0 - 2    |                                                                 | 17e   | 9 362 spectateurs  |
| 18/04/14 | Journée 33  | SM Caen                       | Ext. | BeIN Sports 1           | 14h00    | 0 - 1    |                                                                 | 18e   | 14 984 spectateurs |
| 25/04/14 | Journée 34  | FC Metz                       | Dom. | BeIN Sports 1           | 14h00    | 0 - 3    |                                                                 | 18e   | 6 607 spectateurs  |
| 02/05/14 | Journée 35  | Chamois niortais              | Ext. | BeIN Sports 2           | 20h00    | 0 - 1    |                                                                 | 18e   | 6 674 spectateurs  |
| 06/05/14 | Journée 36  | Havre AC                      | Dom. | BeIN Sports 1           | 20h45    | 2 - 1    | Julien Viale 51e Alassane Pléa 80e                              | 18e   | 6 400 spectateurs  |
| 09/05/14 | Journée 37  | AC Arles-Avignon              | Ext. | BeIN Sports 2           | 20h30    | 2 - 0    | Alassane Pléa 51e Frédéric Sammaritano 82e                      | 16e   | 2 675 spectateurs  |
| 16/05/14 | Journée 38  | AS Nancy-Lorraine             | Dom. | Eurosport BeIN Sports 2 | 20h30    | 0 - 0    |                                                                 | 16e   | 12 088 spectateurs |

#### Résultats par journée
| Journée   | 01  | 02  | 03  | 04  | 05  | 06  | 07  | 08  | 09  | 10  | 11  | 12  | 13  | 14  | 15  | 16  | 17  | 18  | 19 | 20 | 21 | 22 | 23 | 24 | 25 | 26 | 27 | 28 | 29 | 30 | 31 | 32 | 33 | 34 | 35 | 36 | 37 | 38 |
| --------- | --- | --- | --- | --- | --- | --- | --- | --- | --- | --- | --- | --- | --- | --- | --- | --- | --- | --- | -- | -- | -- | -- | -- | -- | -- | -- | -- | -- | -- | -- | -- | -- | -- | -- | -- | -- | -- | -- |
| Terrain   | E   | D   | E   | D   | E   | D   | E   | D   | E   | D   | D   | E   | D   | E   | D   | E   | D   | E   | D  | E  | D  | E  | D  | E  | D  | E  | D  | E  | E  | D  | E  | D  | E  | D  | E  | D  | E  | D  |
| Résultats | N   | N   | D   | V   | N   | N   | D   | V   | D   | V   | N   | D   | V   | N   | V   | D   | V   | D   |    |    |    |    |    |    |    |    |    |    |    |    |    |    |    |    |    |    |    |    |
| Points    | 1   | 2   | 2   | 5   | 6   | 7   | 7   | 10  | 10  | 13  | 14  | 14  | 17  | 18  | 21  | 21  | 24  | 24  |    |    |    |    |    |    |    |    |    |    |    |    |    |    |    |    |    |    |    |    |
| Place     | 13e | 12e | 14e | 12e | 12e | 12e | 16e | 13e | 15e | 12e | 11e | 14e | 11e | 12e | 10e | 11e | 10e | 11e |    |    |    |    |    |    |    |    |    |    |    |    |    |    |    |    |    |    |    |    |

Source : Liste des rencontres

Terrain : D = Domicile ; E = Extérieur. Résultat: D = Défaite ; N = Nul ; V = Victoire.

### Classement
| Rang | Équipe             | Pts | J  | G  | N | P  | Bp | Bc | Diff |
| ---- | ------------------ | --- | -- | -- | - | -- | -- | -- | ---- |
| 1    | FC MetzP           | 39  | 18 | 12 | 3 | 3  | 31 | 14 | +17  |
| 2    | Angers SCO         | 32  | 18 | 9  | 5 | 4  | 27 | 20 | +7   |
| 3    | RC Lens            | 32  | 18 | 9  | 5 | 4  | 27 | 22 | +5   |
| 4    | AS Nancy-LorraineR | 30  | 18 | 8  | 6 | 4  | 21 | 18 | +3   |
| 5    | Tours FC           | 29  | 18 | 8  | 5 | 5  | 32 | 26 | +6   |
| 6    | Clermont Foot      | 28  | 18 | 7  | 7 | 4  | 18 | 14 | +4   |
| 7    | Dijon FCO          | 28  | 18 | 7  | 7 | 4  | 18 | 17 | +1   |
| 8    | SM Caen            | 27  | 18 | 8  | 3 | 7  | 34 | 23 | +11  |
| 9    | AC Arles-Avignon   | 25  | 18 | 6  | 7 | 5  | 14 | 12 | +2   |
| 10   | ES Troyes ACR      | 24  | 18 | 7  | 3 | 8  | 29 | 20 | +9   |
| 11   | AJ Auxerre         | 24  | 18 | 6  | 6 | 6  | 19 | 20 | -1   |
| 12   | Havre AC           | 23  | 18 | 5  | 8 | 5  | 22 | 18 | +4   |
| 13   | Chamois niortais   | 23  | 18 | 5  | 8 | 5  | 20 | 24 | -4   |
| 14   | US CréteilP        | 22  | 18 | 5  | 7 | 6  | 23 | 31 | -8   |
| 15   | Stade lavallois    | 19  | 18 | 5  | 4 | 9  | 22 | 26 | -4   |
| 16   | BrestR             | 19  | 18 | 4  | 7 | 7  | 17 | 20 | -3   |
| 17   | LB Châteauroux     | 19  | 18 | 5  | 4 | 9  | 22 | 29 | -7   |
| 18   | FC Istres OP       | 17  | 18 | 4  | 5 | 9  | 21 | 32 | -11  |
| 19   | Nîmes Olympique    | 15  | 18 | 3  | 6 | 9  | 21 | 29 | -8   |
| 20   | CA BastiaP         | 9   | 18 | 1  | 6 | 11 | 8  | 31 | -23  |

Promotions et relégations
- Montée en Ligue  1 2014-2015
- Relégation en National 2014-2015

Abréviations
- R : Relégué de Ligue  1 2012-2013
- P : Promu de National 2012-2013

### Meilleurs buteurs
|   | Buteur               | Buts |
| - | -------------------- | ---- |
| 1 | Paul-Georges Ntep    | 6    |
| 2 | Sébastien Haller     | 4    |
| 3 | Axel Ngando          | 3    |
| 4 | Prince Segbefia      | 2    |
| 5 | Jamel Aït Ben Idir   | 1    |
| - | Lynel Kitambala      | 1    |
| - | Frédéric Sammaritano | 1    |
| - | Grégoire Lefebvre    | 1    |

### Meilleurs passeurs
|   | Buteur               | Passes décisives |
| - | -------------------- | ---------------- |
| 1 | Karim Djellabi       | 2                |
| 2 | Thomas Monconduit    | 1                |
| - | Frédéric Sammaritano | 1                |
| - | Paul-Georges Ntep    | 1                |

## Coupe de France

### Calendrier
| Date     | Tour          | Adversaire                              | Lieu                                  | Diffusion         | Horaires | Résultat   | Buteurs de l'AJA                                                        | Affluence         |
| 16/11/13 | 7e tour       | ASL Kœtzingue (Excellence (Div. 7))     | Stade Rhénan, Kemps                   |                   | 15h00    | 4 - 1 a.p. | Willy Boly 12e Frédéric Sammaritano 102e, 115e Souleymane Sawadogo 114e | 2 000 spectateurs |
| 08/12/13 | 8e tour       | AS Nancy-Lorraine (Ligue 2)             | Stade Abbé-Deschamps, Auxerre         | France 3 régional | 15h00    | 3 - 1      | Willy Boly 17e Thomas Monconduit 78e Paul-Georges Ntep 90+2e            | 3 900 spectateurs |
| 05/01/14 | 32e de finale | Marcq-en-Barœul Olympique (PH (Div. 8)) | Stade Georges Niquet, Marcq-en-Barœul | Eurosport         | 12h00    |            |                                                                         |                   |

### Meilleurs buteurs
|   | Buteur               | Buts |
| - | -------------------- | ---- |
| 1 | Frédéric Sammaritano | 2    |
| - | Willy Boly           | 2    |
| 3 | Souleymane Sawadogo  | 1    |
| - | Thomas Monconduit    | 1    |
| - | Paul-Georges Ntep    | 1    |

## Coupe de la Ligue

### Calendrier
| Date     | Tour          | Adversaire        | Lieu                                   | Diffusion | Horaires | Résultat   | Buteurs de l'AJA                                                                            | Affluence          |
| 06/08/13 | 1er tour      | Stade brestois 29 | Stade Francis-Le Blé, Brest            | France 4  | 18h45    | 4 - 1      | Paul-Georges Ntep 51e Julien Viale 66e Sébastien Haller 74e Jamel Aït Ben Idir 90+3e (pen.) | 6 230 spectateurs  |
| 27/08/13 | 2e tour       | SM Caen           | Stade Michel-d'Ornano, Caen            | France 4  | 18h45    | 3 - 0      | Paul-Georges Ntep 36e Adama Coulibaly 76e Frédéric Sammaritano 90+2e                        | 6 298 spectateurs  |
| 29/10/13 | 16e de finale | LOSC Lille        | Stade Pierre-Mauroy, Villeneuve-d'Ascq |           | 20h00    | 1 - 0 a.p. | Sébastien Haller 113e                                                                       | 15 868 spectateurs |
| 17/12/13 | 8e de finale  | FC Nantes         | Stade de la Beaujoire, Nantes          | France 4  | 20h55    | 0 - 1      |                                                                                             | 13 151 spectateurs |

### Meilleurs buteurs
|   | Buteur               | Buts |
| - | -------------------- | ---- |
| 1 | Paul-Georges Ntep    | 2    |
| - | Sébastien Haller     | 2    |
| 3 | Julien Viale         | 1    |
| - | Jamel Aït Ben Idir   | 1    |
| - | Adama Coulibaly      | 1    |
| - | Frédéric Sammaritano | 1    |

## Bilan de la saison

### Bilan des matchs
Le tableau ci-dessous retrace toutes les rencontres officielles jouées par l'AJ Auxerre durant la saison. Le club icaunais participe à la Ligue 2, la Coupe de France et la Coupe de la Ligue.
| Compétition       | Place ou tour actuel | Matchs joués | Victoires | Matchs nuls | Défaite | Buts marqués | Buts encaissés | Différence de but |
| ----------------- | -------------------- | ------------ | --------- | ----------- | ------- | ------------ | -------------- | ----------------- |
| Ligue 2           | 11e                  | 18           | 6         | 6           | 6       | 19           | 20             | -1                |
| Coupe de France   | 32e de finale        | 2            | 2         | 0           | 0       | 7            | 2              | +5                |
| Coupe de la Ligue | Huitièmes de finale  | 4            | 3         | 0           | 1       | 8            | 2              | +6                |
| Total             | Total                | 24           | 11        | 6           | 7       | 34           | 24             | +10               |

### Temps de jeu
| Joueurs                  | Poste             | L2   | CDF | CDL | Total |
| ------------------------ | ----------------- | ---- | --- | --- | ----- |
| Geoffrey Lembet          | Gardien           | 0    | 0   | 0   | 0     |
| Olivier Sorin            | Gardien           | 1302 | 0   | 0   | 1302  |
| Donovan Léon             | Gardien           | 318  | 210 | 390 | 918   |
| Jeffrey Baltus           | Gardien           | 0    | 0   | 0   | 0     |
| Willy Boly               | Défenseur         | 1390 | 210 | 390 | 1990  |
| Rémy Ebanega             | Défenseur         | 0    | 0   | 0   | 0     |
| Henry Ndong              | Défenseur         | 388  | 120 | 90  | 598   |
| Adama Coulibaly          | Défenseur         | 1530 | 210 | 300 | 2040  |
| Marco Ramos              | Défenseur         | 695  | 202 | 136 | 1033  |
| Karim Djellabi           | Défenseur         | 916  | 8   | 344 | 1268  |
| Eric Marester            | Défenseur         | 1305 | 0   | 300 | 1605  |
| Jovanie Tchouatcha       | Défenseur         | 0    | 0   | 0   | 0     |
| Jean-Charles Castelletto | Défenseur         | 253  | 90  | 90  | 433   |
| Rudy Haddad              | Milieu de terrain | 0    | 0   | 0   | 0     |
| Frédéric Sammaritano     | Milieu de terrain | 865  | 210 | 210 | 1285  |
| Axel Ngando              | Milieu de terrain | 832  | 30  | 210 | 1072  |
| Yann Boé Kane            | Milieu de terrain | 618  | 180 | 198 | 996   |
| Jamel Aït Ben Idir       | Milieu de terrain | 1440 | 90  | 300 | 1830  |
| Prince Segbefia          | Milieu de terrain | 933  | 120 | 264 | 1317  |
| Nicolas Gavory           | Milieu de terrain | 193  | 20  | 11  | 224   |
| Thomas Monconduit        | Milieu de terrain | 720  | 190 | 108 | 1018  |
| Nicolas Starck-Weille    | Milieu de terrain | 7    | 0   | 0   | 7     |
| Grégoire Lefebvre        | Milieu de terrain | 28   | 0   | 5   | 33    |
| Paul-Georges Ntep        | Attaquant         | 1310 | 90  | 278 | 1678  |
| Julien Viale             | Attaquant         | 505  | 111 | 330 | 946   |
| Sébastien Haller         | Attaquant         | 1027 | 0   | 94  | 1121  |
| Lynel Kitambala          | Attaquant         | 370  | 146 | 101 | 617   |
| Souleymane Sawadogo      | Attaquant         | 626  | 64  | 111 | 801   |
| Valentin Jacob           | Attaquant         | 0    | 9   | 0   | 9     |

Abréviations
- L2 : Ligue 2
- CDF : Coupe de France
- CDL : Coupe de la Ligue

### Meilleurs buteurs
Le tableau ci-dessous indique les meilleurs buteurs de l'AJ Auxerre de la saison 2013-2014.
|   | Buteur               | Buts |
| - | -------------------- | ---- |
| 1 | Paul-Georges Ntep    | 9    |
| 2 | Sébastien Haller     | 6    |
| 3 | Frédéric Sammaritano | 4    |
| 4 | Axel Ngando          | 3    |
| 5 | Prince Segbefia      | 2    |
| - | Jamel Aït Ben Idir   | 2    |
| - | Willy Boly           | 2    |
| 8 | Lynel Kitambala      | 1    |
| - | Grégoire Lefebvre    | 1    |
| - | Julien Viale         | 1    |
| - | Souleymane Sawadogo  | 1    |
| - | Adama Coulibaly      | 1    |
| - | Thomas Monconduit    | 1    |